# Commission d'experts
Une commission d'experts ou comité d'experts est une institution composée d'experts ayant fin de conseiller un mandant. On en trouve dans l'économie, la justice ou la politique.

## Politique
Une commission d'experts en politique est destinée à conseiller un gouvernement ou un parlement sur un sujet précis. N'étant pas composée de députés, contrairement à une commission parlementaire, elle est donc qualifiée d'extraparlementaire.